# خانه استاد رضا
خانه استاد رضا مربوط به دوره افشار - دوره زند است و در یزد، محله شاه ابوالقاسم، شرق بقعه شاه کمالیه واقع شده و این اثر در تاریخ ۲۲ مرداد ۱۳۸۴ با شمارهٔ ثبت ۱۳۰۳۳ به‌عنوان یکی از آثار ملی ایران به ثبت رسیده است.